# ローリン・ヒル
ローリン・ヒル（Lauryn Hill、1975年5月26日 - ）は、アメリカ合衆国の女性R&B歌手、ラッパー、女優。フージーズのボーカル。ソロ名義でのスタジオ・アルバムは1998年に発表した『ミスエデュケーション』1作のみ。「Q誌の選ぶ歴史上最も偉大な100人のシンガー」において第84位。

## 経歴
コンピュータ・アナリストの父と英語教師の母との間にニュージャージー州サウスオレンジで生まれる。幼いころから教会で歌い、俳優としてテレビドラマなどに出演。コロンビア大学に入学したが1年で中退した。
1988年、コロンビア・ハイスクールでワイクリフ・ジョンとジョンの従兄弟であるプラズとともにフージーズを結成。アポロ・シアターアマチュアコンテストのテレビ番組『It's Showtime at the Apollo』に出演。その後フージーズは1992年にRuffhouse Recordsと契約し、1994年にアルバム『ブランテッド・オン・リアリティ』でデビュー。1996年に2作目のアルバム『ザ・スコア』を発売し、全世界で1700万枚を売り上げた。このアルバムによって、ヒルはグラミー賞の最優秀ラップアルバム賞を受賞した最初の女性となった。また同年、Nasのシングル「If I Ruled the World (Imagine That)」にゲスト出演した。
俳優としては1993年に映画『天使にラブ・ソングを2』、『わが街 セントルイス』に出演。また同年12月にはテレビドラマ『アズ・ザ・ワールド・ターンズ』に出演した。

### ミスエデュケーション
1998年にソロアルバム『ミスエデュケーション』を発売。全世界で累計1,500万枚以上を売り上げ、ビルボード200ではトップとなった初の女性ラッパーアルバムとなった。第41回グラミー賞ではラッパーとして史上初となる最優秀アルバムをはじめ、最優秀新人賞、最優秀女性R&Bボーカル・パフォーマンス、最優秀R&Bソング（「ドゥー・ワップ」）、最優秀R&Bアルバムの5部門を受賞した（11部門にノミネート）。これは女性アーティストとして史上最多の受賞であった。
1999年に発売されたサンタナのアルバム『スーパーナチュラル』収録曲「ドゥ・ユー・ライク・ザ・ウェイ」にゲスト参加。また同年にはタイム誌の表紙を飾った最初のラッパーとなった。
2002年5月7日にライブアルバム『MTV Unplugged No. 2.0』を発売し、200万枚を売り上げた。またこのアルバムは
2003年12月13日、バチカン市国で開催されたクリスマス慈善コンサートに出演。

### フージーズ再結成
2004年9月18日、ニューヨーク州ブルックリン区で開催された「Dave Chappelle's Block Party」でフージーズを再結成。2005年9月27日に楽曲「Take It Easy」をインターネットリリースし、11月30日から12月20日にかけて計12ヶ国をまわるヨーロッパーツアーを行う。2006年2月6日にハリウッドで無料招待の再結成コンサートを行い、8月29日に楽曲「Foxy」、「Wannabe」を発表。
ソロでは2004年12月28日に発売されたジョン・レジェンドのアルバム『Get Lifted』に収録の「So High」に参加し、2007年には映画『サーフズ・アップ』にサウンドトラック収録曲「Lose Myself」で参加。
1998年に発表した『ミスエデュケーション』以降、ソロ名義の新作を発表しておらず、その理由としてサポートが必要なときに得られず、逆に利用されるようになったからと話している。

### プロデュースなど
ヒルは、ホイットニー・ヒューストン、息子のYG・マーリー、メアリー・J. ブライジらのプロジェクトにプロデューサー兼ソングライターとして貢献してきた。

## 私生活
1997年にボブ・マーリーの息子であるローアン・マーリーと交際し、妊娠。マーリーとの間に5人の子供をもうけ、それぞれ1997年、1998年、2002年、2003年、2008年に出産した。2011年に夫と別の男性との間に男児を出産。
2013年7月、3年間に及ぶ脱税と税の滞納を問われ、3か月の実刑判決を受け、服役。

## ディスコグラフィー

### アルバム
| 年   | タイトル                        | アルバム詳細                                                                                   | チャート最高位 | チャート最高位 | チャート最高位 | チャート最高位 | チャート最高位 | チャート最高位 | チャート最高位 | チャート最高位 | チャート最高位 | 認定 |
| 年   | タイトル                        | アルバム詳細                                                                                   | US             | AUS            | CAN            | FRA            | NOR            | NZ             | SWE            | SWI            | UK             | 認定 |
| ---- | ------------------------------- | ---------------------------------------------------------------------------------------------- | -------------- | -------------- | -------------- | -------------- | -------------- | -------------- | -------------- | -------------- | -------------- | --- |
| 1998 | The Miseducation of Lauryn Hill | - 発売日: 1998年8月25日 - レーベル: Columbia, Ruffhouse - フォーマット: CD - 全米売上: 800万枚 | 1              | 2              | 1              | 3              | 2              | 5              | 3              | 11             | 2              | - US: 8× プラチナ - AUS: プラチナ - CAN: 7× プラチナ - FRA: 2× プラチナ - NZ: 3× プラチナ - SWE: プラチナ - SWI: ゴールド - UK: 3× プラチナ |

## 日本公演
- 1999年

1月21日、22日 日本武道館、23日 東京国際フォーラムホールＡ、25日 大阪城ホール
- 2002年『FIFAワールドカップ・オフィシャルコンサート』KOREA/JAPAN Day

東京スタジアム
- 2007年

3月28日 横浜BLITZ、30日 Zepp Osaka(Springroove 07)、31日 幕張メッセ(Springroove 07)